# Sidama

Mapa regionów i stref Etiopii.

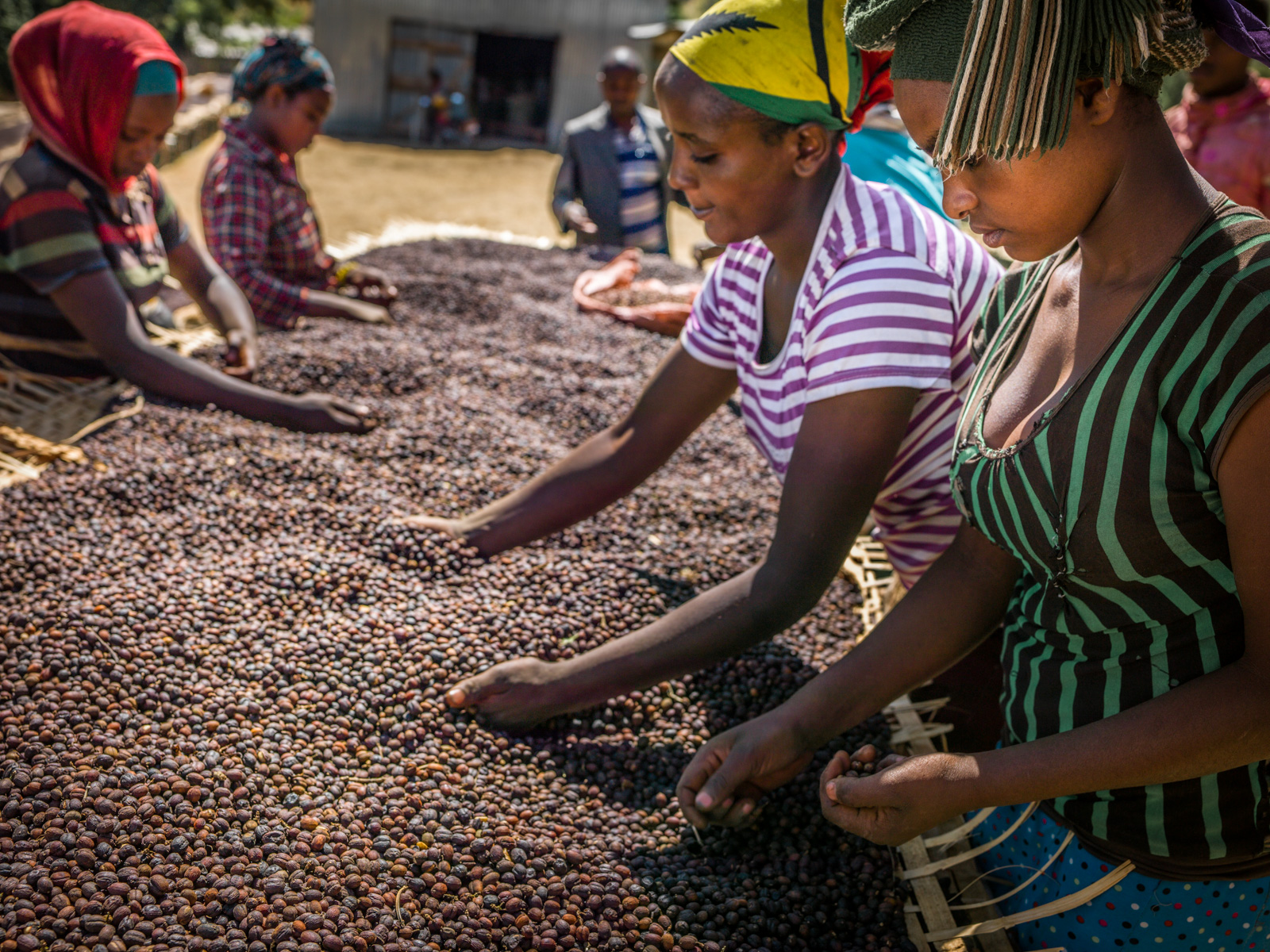
Kobiety sortujące kawę, w pobliżu miasta Auasa

Sidama (amh. ሲዳማ, oficjalnie የሲዳማ ብሔራዊ ክልላዊ መንግሥት) – region w Etiopii wyodrębniony przez referendum w 2019 roku z Regionu Narodów, Narodowości i Ludów Południa. Został utworzony 18 czerwca 2020 r. przez przekształcenie Strefy Sidama. Nazwa obszaru pochodzi od ludu Sidama, którego ojczyzna znajduje w regionie. Jest to główny obszar produkcji kawy w Etiopii.
Sidama jest jednym z najbardziej zaludnionych obszarów Etiopii (483 osób/km²), a większość mieszkańców regionu wyznaje protestantyzm. Według spisu z 2007 roku strefa liczyła 2,9 mln mieszkańców, a zgodnie z Etiopską Centralną Agencją Statystyczną w 2015 roku populacja wzrosła do 4 milionów. 95% mieszkańców zamieszkuje obszary wiejskie. Do głównych miast regionu należą: Auasa (stolica), Irgalem i Aleta Wendo.

## Podział administracyjny
W skład regionu wchodzi 19 wored:
| - Aleta Wendo - Arbegona - Aroresa - Awasa Zuria - Bensa - Bona Zuria - Boricha - Bursa - Chere - Chuko - Dale - Dara - Gorche - Hula - Loko Abaya - Malga - Shebedino - Wensho - Wondo Genet |